# エウゲニウス1世 (ローマ教皇)
エウゲニウス1世（Eugenius I, ? - 657年6月2日）は、第75代ローマ教皇（在位：654年8月10日 - 657年6月2日）。

## 生涯
ローマ出身。先代のマルティヌス1世は単意論を反対して東ローマ皇帝のコンスタンス2世と対立した。653年になると対立は頂点に達し、皇帝は教皇の逮捕令を出した。そして教皇が廃位・追放されたため、654年8月10日に皇帝に支持されたエウゲニウス1世が新たに即位した。柔和で高徳だったことから皇帝に支持されたという。
しかし、エウゲニウス1世も単意論を批判して皇帝と対立する。エウゲニウス1世は皇帝に対する報復のため、コンスタンティノープル総主教のペトロスを認めない声明を出した。これに皇帝は怒り、エウゲニウス1世も先代同様に逮捕して廃位しようとしたが、その直前にエウゲニウス1世は死亡した。